# مارتی تورکو
مارتی تورکو (انگلیسی: Marty Turco؛ زادهٔ ۱۳ اوت ۱۹۷۵) بازیکن هاکی روی یخ اهل کانادا است.